# Dansk Atletik Forbund
Dansk Atletik Forbund officielt forkortet DAF – med undertitlen ”Atletik & Motion”.
Internationalt er navnet Danish Athletic Federation.
DAF er hovedorganisation for atletik i Danmark.
Forbundet er medlem af International Association of Athletics Federation IAAF og European Athletic Association EAA samt Dansk Idræts Forbund DIF.
Kapgang blev i 2003 en integreret del af Dansk Atletik Forbund, efter i cirka 50 år at have været et selvstændigt forbund (Dansk Gang Forbund).
Forbundet arrangerer udover danske mesterskaber hvert år en vinterturnering i løb og et holdmesterskab i atletik; Danmarksturneringen i atletik.

## DAF's formål
- at fremme atletik i form af elite-, bredde- og motionsaktiviteter i Danmark og varetage alle opgaver i forbindelse hermed.
- at give DAFs klubber og deres medlemmer aktivitetstilbud og service, der gør det attraktivt at være medlem.

DAF er øverste myndighed for dansk atletik, som forbundet repræsenterer over for myndigheder og offentligheden i såvel udland som hjemland.

## Dansk Atletik Forbunds formænd
- 1907-1909 Peter Nicolaj Holst
- 1909-1910 Valdemar Strack
- 1910-1921 Arne Højme
- 1921-1923 Georg Hintz
- 1924-1927 Andreas Harsfelt
- 1927-1929 Oluf Madsen
- 1929-1940 Sofus Larsen
- 1940-1943 Svend Jensen
- 1943-1944 Peter Madsen
- 1944-1948 Axel Harald Petersen
- 1948-1955 Thor Dahl-Jensen
- 1955-1958 Knud Madsen Thomsen
- 1958-1965 Emanuel Rose
- 1965-1970 Eigil Kragh
- 1970-1980 Kristian Lyhne Pedersen
- 1980-1986 Mogens Finn Jensen
- 1986-1992 Niels Nygaard
- 1992-1996 Troels Troelsen
- 1996–2004 Thomas Thomsen
- 2004-2008 Martin Roald-Arbøl
- 2008–2010 Søren B. Henriksen
- 2010-2012 Lars Vermund
- 2012-2020 Karsten Munkvad
- 2021-2022 Bent Jensen
- 2022-2022 Christina Schnohr
- 2022-2024 Simone Frandsen[2]
- 2024      Thomas Vang Christensen (fungerende)[3]
- 2024-     Lars Werge[1]